# 1896年アテネオリンピックの陸上競技
1896年アテネオリンピックの陸上競技（1896ねんアテネオリンピックのりくじょうきょうぎ）は、1896年4月6日、7日、9日、10日の競技日程で実施された。

## 概要

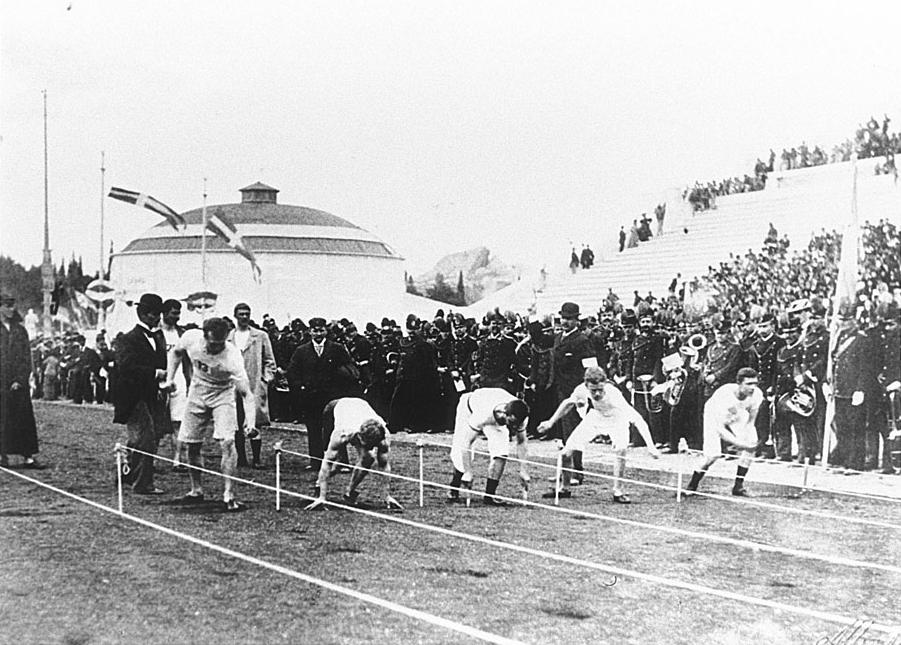
100m決勝のスタート

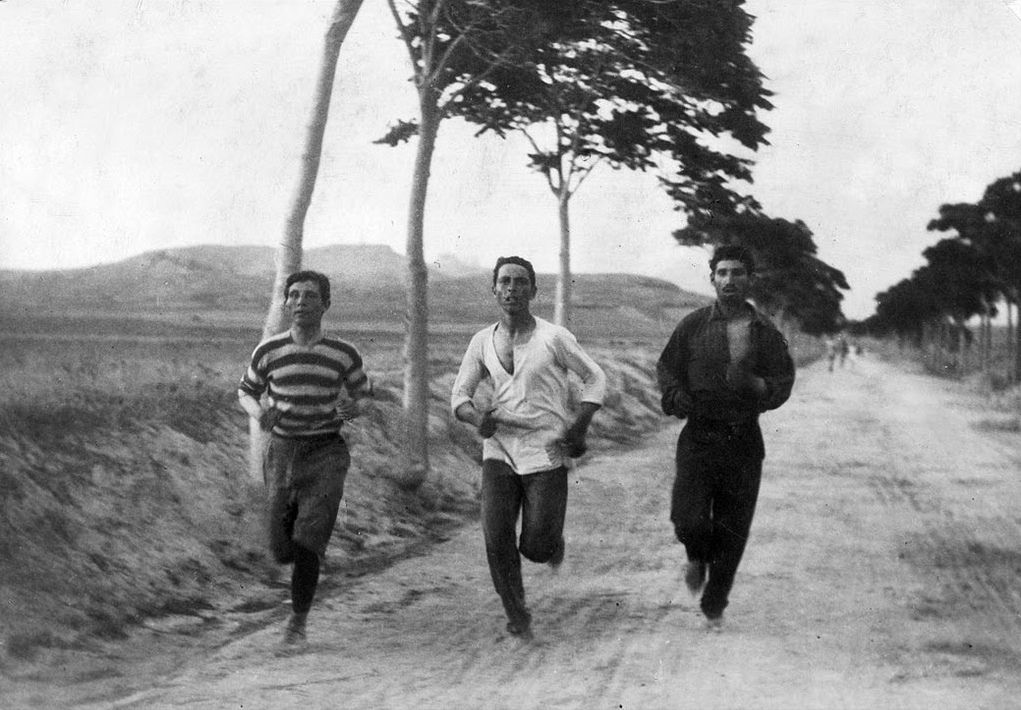
マラソン

古代のパンアテナイ競技場の跡地に新設されたパナシナイコスタジアムで行われた。直線が極端に長く、コーナーが急カーブであった同競技場で、現在と異なり、時計回りで競技が行われた。
初めての開催となる今大会では、男子のみ12種目が行われた。
12種目中、9種目でアメリカ選手が優勝、100mで優勝したトーマス・バークのクラウチング・スタートは各国選手の注目を集めた。バークは400mでも優勝した。800m、1500mではイギリスのエドウィン・フラックがコーナーワークの巧みさで優勝した。円盤投では、初めて円盤を手にしたアメリカのロバート・ギャレットが地元ギリシャ期待のパナギオティス・パラスケボポウロスを破り優勝した。
大会最終日には、マラトンの古戦場から競技場までのコースでマラソンが行われた。フランスのアルバン・レムゾーが32キロまでトップを走り、エドウィン・フラックとアメリカのアーサー・ブレイクが2位争いを演じた。23キロでブレイクがリタイア、レムゾーも32キロでリタイアし、フラックが先頭に立った。残り7キロの地点で、無名の牧夫であるギリシャのスピリドン・ルイスが先頭に立ち、そのまま競技場に入った。最後の200mでは、大喜びのコンスタンティノス皇太子、ジョージ親王が伴走した。ピエール・ド・クーベルタンは、「私の生涯のうちで、これほど感激したことはない」と語った。ルイスにはマラソン競技を提唱したパリ大学のミシェル・ブレアル教授から寄贈された高さ15cmの銀製のマラソントロフィーが贈られた。このトロフィーはルイスの孫により、クリスティーズのオークションに出品され、ギリシャの民間財団が約54万ポンド（約7000万円）で落札した。

## 競技結果
| 種目              | 金                                        | 金       | 銀                                                | 銀       | 銅                                        | 銅       |
| ----------------- | ----------------------------------------- | -------- | ------------------------------------------------- | -------- | ----------------------------------------- | -------- |
| 100m 詳細         | トーマス・バーク アメリカ合衆国 (USA)     | 12秒0    | フリッツ・ホフマン ドイツ (GER)                   | 12秒2    | ソコリ・アラヨス ハンガリー (HUN)         | 12秒6    |
| 100m 詳細         | トーマス・バーク アメリカ合衆国 (USA)     | 12秒0    | フリッツ・ホフマン ドイツ (GER)                   | 12秒2    | フランシス・レーン アメリカ合衆国 (USA)   | 12秒6    |
| 400m 詳細         | トーマス・バーク アメリカ合衆国 (USA)     | 54秒2    | ハーバート・ジャミソン アメリカ合衆国 (USA)       | 55秒2    | チャールズ・グメリン イギリス (GBR)       | 55秒6    |
| 800m 詳細         | エドウィン・フラック オーストラリア (AUS) | 2分11秒0 | ダーニ・ナーンドル ハンガリー (HUN)               | 2分11秒8 | ディミトリオス・ゴレミス ギリシャ (GRE)   | 2分28秒0 |
| 1500m 詳細        | エドウィン・フラック オーストラリア (AUS) | 4分33秒2 | アーサー・ブレイク アメリカ合衆国 (USA)           | 4分34秒0 | アルバン・レムゾー フランス (FRA)         | 4分36秒0 |
| マラソン 詳細     | スピリドン・ルイス ギリシャ (GRE)         | 2:58:50  | ハリラオス・バシラコス ギリシャ (GRE)             | 3:06:03  | ケッルネル・ジュラ ハンガリー (HUN)       | 3:06:35  |
| 110mハードル 詳細 | トーマス・カーティス アメリカ合衆国 (USA) | 17秒6    | グラントリー・ゴールディング イギリス (GBR)       | 18秒0    | 該当者なし                                |          |
| 走高跳 詳細       | エラリー・クラーク アメリカ合衆国 (USA)   | 1m81cm   | ジェームズ・コノリー アメリカ合衆国 (USA)         | 1m65cm   | 該当者なし                                |          |
| 走高跳 詳細       | エラリー・クラーク アメリカ合衆国 (USA)   | 1m81cm   | ロバート・ギャレット アメリカ合衆国 (USA)         | 1m65cm   | 該当者なし                                |          |
| 棒高跳 詳細       | ウェルス・ホイト アメリカ合衆国 (USA)     | 3m30cm   | アルバート・タイラー アメリカ合衆国 (USA)         | 3m25cm   | エバンゲロス・ダマスコス ギリシャ (GRE)   | 2m75cm   |
| 棒高跳 詳細       | ウェルス・ホイト アメリカ合衆国 (USA)     | 3m30cm   | アルバート・タイラー アメリカ合衆国 (USA)         | 3m25cm   | ヨアニス・テオドロプロス ギリシャ (GRE)   | 2m75cm   |
| 走幅跳 詳細       | エラリー・クラーク アメリカ合衆国 (USA)   | 6m35cm   | ロバート・ギャレット アメリカ合衆国 (USA)         | 6m18cm   | ジェームズ・コノリー アメリカ合衆国 (USA) | 6m11cm   |
| 三段跳 詳細       | ジェームズ・コノリー アメリカ合衆国 (USA) | 13m71cm  | アレクサンドラ・トゥフェーリ フランス (FRA)       | 12m70cm  | イオアニス・ペルサキス ギリシャ (GRE)     | 12m52cm  |
| 砲丸投 詳細       | ロバート・ギャレット アメリカ合衆国 (USA) | 11m22cm  | ミルティアデス・ゴウスコス ギリシャ (GRE)         | 11m20cm  | ゲオルギオス・パパシデリス ギリシャ (GRE) | 10m36cm  |
| 円盤投 詳細       | ロバート・ギャレット アメリカ合衆国 (USA) | 29m15cm  | パナギオティス・パラスケボポウロス ギリシャ (GRE) | 28m95cm  | ソティリオス・ヴェルシス ギリシャ (GRE)   | 28m78cm  |

## 各国メダル数
| 順 | 国・地域             | 金 | 銀 | 銅 | 計 |
| -- | -------------------- | -- | -- | -- | -- |
| 1  | アメリカ合衆国 (USA) | 9  | 6  | 2  | 17 |
| 2  | オーストラリア (AUS) | 2  | 0  | 0  | 2  |
| 3  | ギリシャ (GRE)       | 1  | 3  | 6  | 10 |
| 4  | ハンガリー (HUN)     | 0  | 1  | 2  | 3  |
| 5  | フランス (FRA)       | 0  | 1  | 1  | 2  |
| 5  | イギリス (GBR)       | 0  | 1  | 1  | 2  |
| 7  | ドイツ (GER)         | 0  | 1  | 0  | 1  |